# Ганс Кюппер
Ганс Пауль Кюппер (нім. Hans Paul Küpper; 22 вересня 1891, Карлсруе — 3 лютого 1946, Рига) — німецький офіцер, генерал-майор вермахту.

## Біографія
1 серпня 1912 року вступив в прусську армію. Учасник Першої світової війни. Після демобілізації армії залишений в рейхсвері. З 10 листопада 1938 року — комендант Карлсруе. З 22 вересня 1939 року — старший комендант на Верхньому Рейні в Нойштадті, потім — в Донауешінгені. З 1 липня 1940 року — комендант 605-ї польової комендантури (Ла-Рош-сюр-Іон). В травні 1941 року поранений внаслідок падіння з коня і 19 травня відправлений в резерв 5-го військового округу. 10 лютого 1942 року перевдений в резерв ОКГ і відряджений в командувача тиловою ділянкою групи армій «Південь». З лютого 1942 року — польовий комендант Кобеляк, в 1942 році — Кременчуга, потім — Дніпропетровська, з 20 вересня 1942 року — Краснодара, з 3 січня 1943 року — Дюнабурга, з жовтня 1944 року — 810-ї польової комендантури в Курляндії, з березня 1945 року — Фрауенбурга. В квітні 1945 року взятий в полон радянськими військами. 3 лютого 1946 року засуджений до страти військовим трибуналом Прибалтійського військового округу і того ж дня публічно повішений.

## Звання
- Фанен-юнкер (1 серпня 1912)
- Фанен-юнкер-унтерофіцер (18 грудня 1912)
- Фенріх (18 квітня 1913)
- Лейтенант (17 лютого 1914)
- Оберлейтенант (18 квітня 1917)
- Ротмістр (1 січня 1925)
- Майор (1 квітня 1934)
- Оберстлейтенант (1 серпня 1936)
- Оберст (1 квітня 1939)
- Генерал-майор (1 листопада 1942)

## Нагороди
- Почесний хрест ветерана війни з мечами (1934)
- Медаль «За вислугу років у Вермахті» 4-го, 3-го, 2-го і 1-го класу (25 років)